# Giorgio Spinola
Giorgio Spinola (Genova, 5 giugno 1667 – Roma, 17 gennaio 1739) è stato un cardinale e arcivescovo cattolico italiano.

## Biografia
Nato a Genova il 5 giugno 1667, Giorgio Spinola era membro della nobile famiglia degli Spinola di San Luca, figlio di Cristoforo Spinola e di Ersilia Centurione, figlia del doge Giovanni Battista Centurione di Genova. Fu battezzato il 5 giugno 1667 e gli vennero imposti i nomi di Giorgio Cristoforo. La sua famiglia diede molti cardinali alla Chiesa cattolica. Giorgio Spinola iniziò i propri studi al collegio gesuita Tolomei di Siena ove studiò letteratura e successivamente ottenne il dottorato in utroque iure il 18 agosto 1691 a Siena.
Referendario del Supremo Tribunale della Segnatura Apostolica di Grazia e Giustizia dal 2 dicembre 1694, fu prelato pontificio dal 1695, vice-legato a Ferrara dal luglio del 1695 e Consultore della Sacra Congregazione dell'Inquisizione Romana e Universale dal medesimo periodo. Governatore di Civitavecchia e Tolfa e soprintendente di Corneto dal 30 aprile 1696 rimase in carica sino al 1699. Governatore di Viterbo dal 5 giugno 1699 sino al 1701, venne quindi nominato Governatore di Perugia e dell'Umbria dal 29 gennaio 1701 sino al maggio del 1703. Inquisitore di Malta dal 4 luglio 1703, ricevette il suddiaconato il 3 giugno 1706 ed il diaconato il successivo 6 giugno.
Ordinato sacerdote il 13 giugno 1706, divenne precettore coadioutore dell'arcispedale di Santo Spirito in Sassia, Roma, dal 15 luglio di quell'anno. Eletto arcivescovo titolare di Cesarea di Cappadocia il 1º giugno 1711, venne consacrato vescovo il 7 giugno successivo nella chiesa di Santo Spirito in Sassia a Roma dal cardinale Fabrizio Paolucci assistito da Ferdinando Nuzzi, arcivescovo titolare di Nicea e da Domenico Zauli, arcivescovo titolare di Teodosia. Nella stessa cerimonia venne consacrato anche Prospero Marefoschi, futuro cardinale. Nominato assistente al Trono Pontificio dal 29 giugno 1711, fu nunzio apostolico in Spagna dal 3 luglio di quell'anno, passando alla nunziatura in Austria dal 26 maggio 1713.
Creato cardinale presbitero nel concistoro del 29 novembre 1719, il 20 gennaio 1721 ottenne la berretta cardinalizia ed il titolo di Sant'Agnese fuori le mura. Partecipò quindi al conclave del 1721 ove venne eletto papa Innocenzo XIII il quale lo nominò poi Cardinale Segretario di Stato dal 10 maggio 1721 al 7 marzo 1724. Dopo questo incarico venne nominato plenipotenziario assieme al cardinale Álvaro Cienfuegos, vescovo di Catania, per negoziare la devoluzione alla Santa Sede della città di Comacchio e dei villaggi vicini il 27 gennaio 1724. Partecipò quindi al conclave del 1724 ove venne eletto papa Benedetto XIII che lo nominò poi Camerlengo del Sacro Collegio dei Cardinali dal 20 febbraio 1726.
Prefetto della Sacra Congregazione dell'Immunità Ecclesiastica dal 4 luglio 1726, fu legato a Bologna dal 25 giugno 1727 sino al 1731, partecipando al conclave del 1730 che elesse pontefice Clemente XII. Legato a latere al ducato di Parma e Piacenza, optò per il titolo di Santa Maria in Trastevere dal 15 dicembre 1734 e fu temporaneamente Camerlengo di Santa Romana Chiesa durante l'assenza del cardinale Annibale Albani, dal 1736 al 1737. Protettore della Congregazione dei Camaldolesi dal 27 novembre 1737, optò quindi per il titolo di Santa Prassede dal 16 dicembre 1737 per poi passare dal 3 settembre 1738 all'ordine dei vescovi e alla sede suburbicaria di Palestrina.
Morì il 17 gennaio 1739 alle 9.00, a Roma. La sua salma venne esposta nella chiesa di Sant'Ignazio di Roma dove ebbero luogo anche i funerali il 19 gennaio di quell'anno, nel pomeriggio, cerimonia con la quale il suo corpo venne poi trasferito nella chiesa di San Salvatore alle Coppelle ove venne sepolto. Suo fratello ed erede universale della sua fortuna, Felice Spinola, eresse un monumento alla sua memoria con la sua effigie marmorea ed un'epigrafe a celebrarne la fama e il genio.

## Genealogia episcopale
La genealogia episcopale è:
- Cardinale Scipione Rebiba
- Cardinale Giulio Antonio Santori
- Cardinale Girolamo Bernerio, O.P.
- Arcivescovo Galeazzo Sanvitale
- Cardinale Ludovico Ludovisi
- Cardinale Luigi Caetani
- Cardinale Ulderico Carpegna
- Cardinale Paluzzo Paluzzi Altieri degli Albertoni
- Cardinale Gaspare Carpegna
- Cardinale Fabrizio Paolucci
- Cardinale Giorgio Spinola

La successione apostolica è:
- Arcivescovo Isidoro Bertrán García (1712)
- Vescovo Elias Daniel von Sommerfeld (1714)
- Cardinale Thomas Philip Wallrad d'Alsace-Boussut de Chimay (1716)
- Vescovo Petrus Bakich de Lach (1717)
- Vescovo Domenico Maria Cedronio, O.P. (1720)
- Vescovo Camillo de Mari, C.R. (1720)
- Arcivescovo Carlo Maria Lomellino (1723)
- Vescovo Francesco Antonio Bussolini, O.S.B. (1723)
- Vescovo Tommaso Severi (1727)
- Vescovo Antonio Maria Ghislieri (1729)
- Cardinale Giacomo Oddi (1732)
- Cardinale Giovanni Francesco Stoppani (1735)
- Vescovo Giuseppe Luigi de Andujar, O.P. (1737)
- Vescovo Costantino Serra, C.R.S. (1737)